# Tim Mooren
Tim Mooren ('s-Hertogenbosch, 23 oktober 1996) is een Nederlandse voetbalbestuurder, sinds 2020 actief als teammanager van PSV Vrouwen en Jong PSV Vrouwen.

## Carrière
Mooren begon als stagiair bij het teammanagement van de Koninklijke Nederlandse Voetbalbond. Hierna werd hij in het seizoen 2018/19 verantwoordelijk voor de organisatie van verschillende nationale jeugdteams, waaronder het Nederlands Elftal voor Speelsters onder 17 jaar.
Vanaf seizoen 2020/21 verliet Mooren de KNVB en ging hij aan de slag als teammanager van Jong PSV Vrouwen. Een seizoen later, draagt hij ook de verantwoordelijkheid voor de organisatie rondom het eerste team van PSV Vrouwen.